# Sparassocynus
Sparassocynus és un mamífer metateri que visqué entre el Pliocè i el Plistocè a Sud-amèrica.
Aquest animal d'uns 60 cm de llargada era molt similar al diable de Tasmània d'avui en dia. Malgrat aquesta semblança notable, els dos animals no són parents propers, sinó que es tracta d'un cas d'evolució convergent. Sparassocynus era un representant molt especialitzat de la família dels opòssums. Com el diable de Tasmània, tenia el crani robust i la dentadura forta, un cos compacte i potes dotades d'urpes. S'extingí fa uns milions d'anys en no poder suportar la competència dels mamífers euteris procedents de Nord-amèrica.